# ISO 11615
Die ISO 11615:2012  ist eine Norm der Internationalen Organisation für Normung (ISO), die Datenelemente, Strukturen und Beziehungen zwischen Datenelementen zur Identifizierung und detaillierten Darstellung von Arzneimitteln beschreibt. Gemeinsam mit den anderen Standards dieser Gruppe von Standards (IDMP) ist es möglich Arzneimittel während ihres gesamten Lebenszyklus zu beschreiben und zu identifizieren. Das Ziel dieser Norm ist es auch den Datenaustausch von regulatorischen Daten und damit die Identifikation von Arzneimitteln zu ermöglichen. Dies ist von Bedeutung für die Pharmakovigilanz, regulatorische und andere Aktivitäten.
Der Standard wurde in der Arbeitsgruppe WG6 (Pharmacy) des Technischen Komitee ISO TC 215 Health Informatics erarbeitet.

## Weitere relevante Standards
Der Standard ISO 11615:2012 gehört zu einer Gruppe von fünf Standards zur Identifikation von Arzneimitteln (IDMP). Weitere Standards sind
- ISO 11616 - Pharmazeutische Produkte[2]
- ISO 11240 - Maßeinheiten[3]
- ISO 11239 - Kataloge für Darreichungsformen, Dosiereinheiten, Anwendungsarten und Behältnisse[4]
- ISO 11238 - Substanzinformationen[5]

Die gesamte Gruppe der Normen wurde für die Nutzung bei Humanarzneimitteln entwickelt.